# Binibeca Viejo

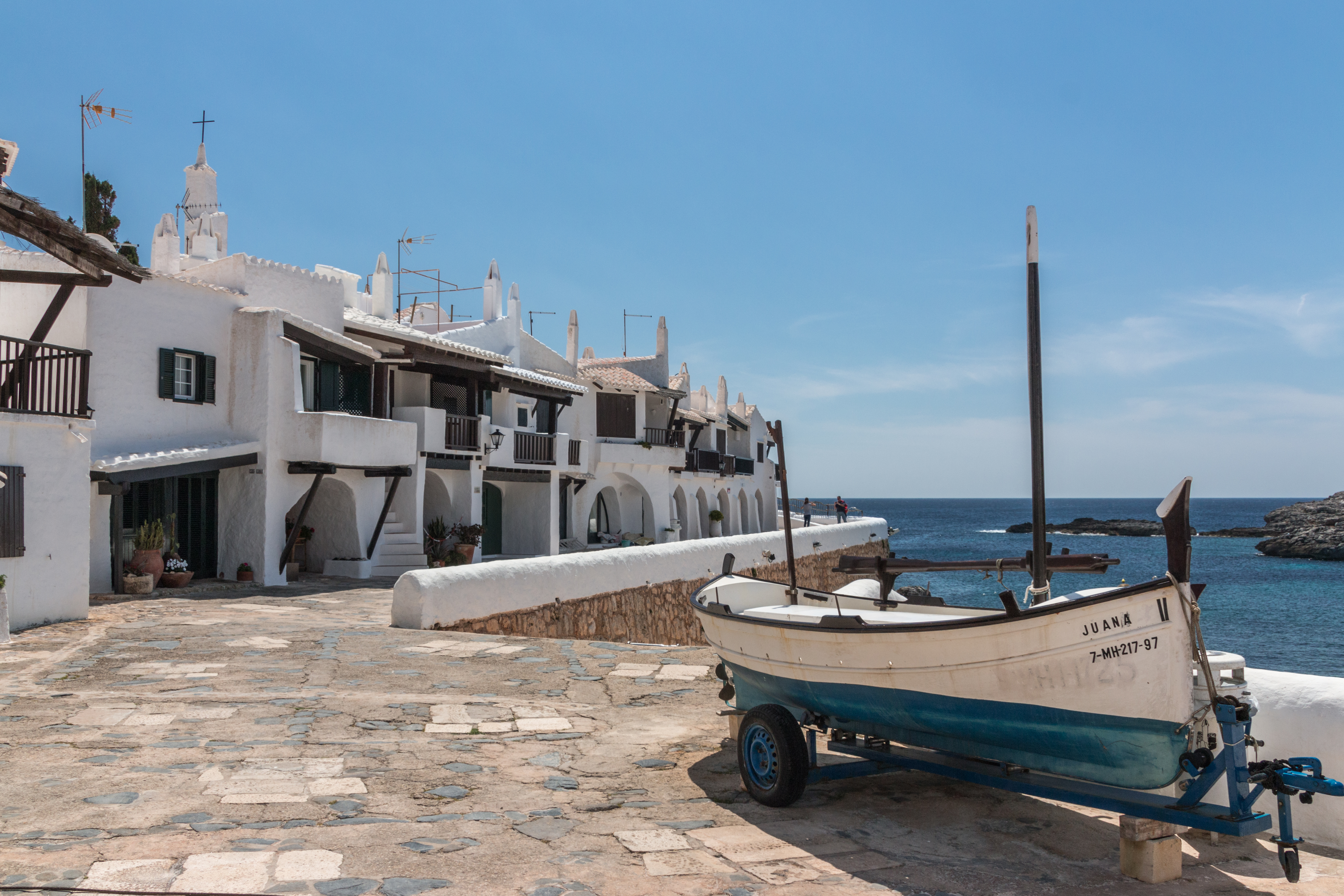
Vista de Binibeca Viejo

Binibeca Viejo (en Menorquín y oficialmente Binibèquer Vell, anteriormente conocido como Binibeca Vell) es una localidad y pedanía española perteneciente al municipio de San Luis, en la parte suroriental de Menorca, comunidad autónoma de las Islas Baleares. En plena costa mediterránea, anexos a esta localidad se encuentran los núcleos de Binibeca Nuevo al este y Binisafulla al oeste, y un poco más alejados están Cala Binisafulla, Torret de Abajo, Biniancolla y Cap d'en Font.

## Historia
Fue fundada en 1964 como urbanización al sur de la isla. Sus casas fueron hechas a imagen y semejanza de las casas de los pescadores, blancas y con puertas y ventanas azules.

## Geografía
Se sitúa junto a la playa de Binibeca y cala Torret, que forman Binibeca Nuevo, en el área de Binibeca.

## Demografía
Según el Instituto Nacional de Estadística de España, en el año 2020 Binibeca Viejo contaba con 227 habitantes censados, lo que representa el 3,37% de la población total del municipio.

### Evolución de la población
| Gráfica de evolución demográfica de Binibeca Viejo entre 2010 y 2020 |
|                                                                      |
| Datos según el nomenclátor publicado por el INE.                     |

## Comunicaciones
Algunas distancias entre Binibeca Viejo y otras ciudades:
| Ciudades  | Distancia (km) |
| --------- | -------------- |
| San Luis  | 4              |
| Mahón     | 8              |
| Ciudadela | 51             |